# Morione (elmetto)

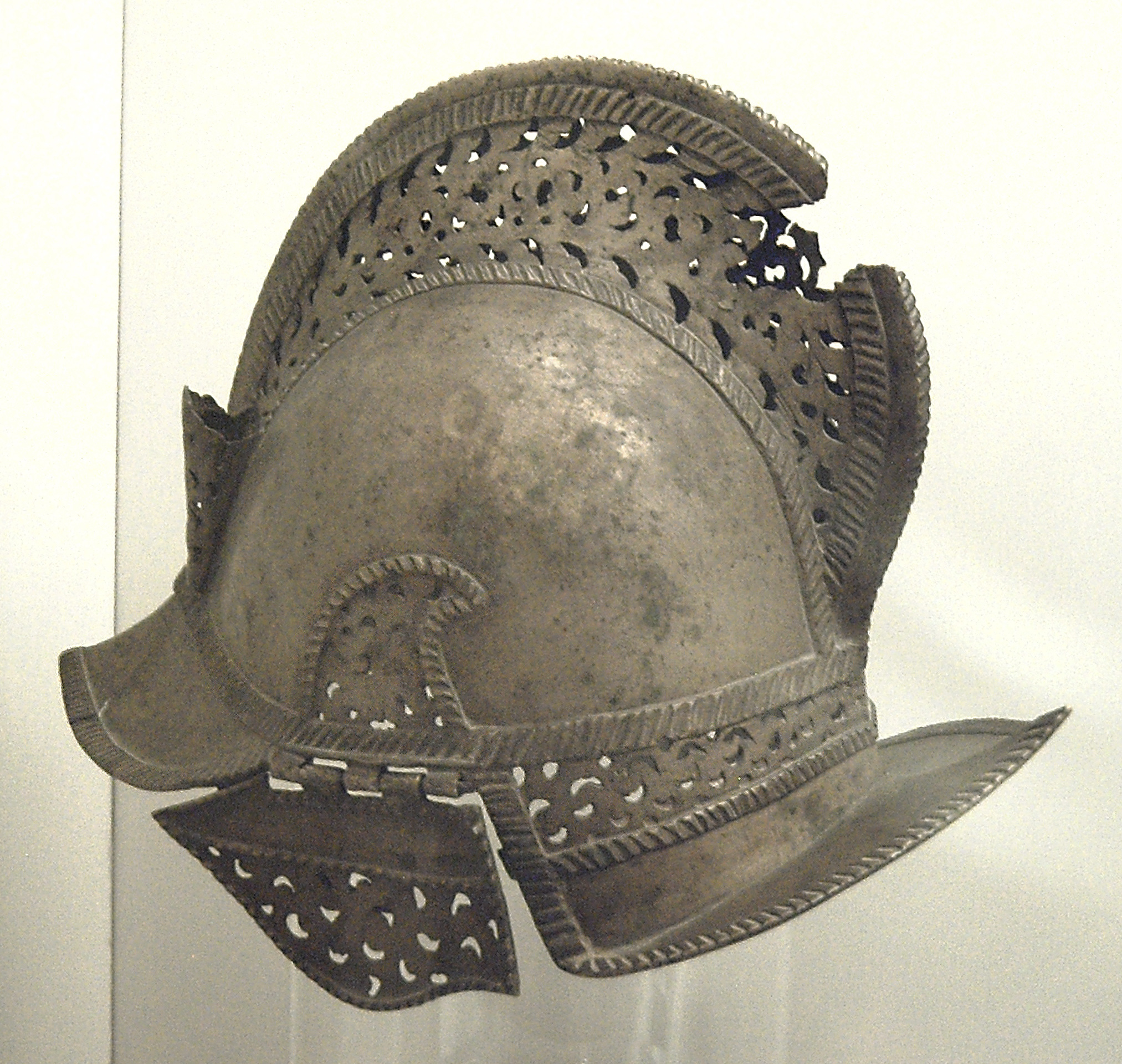
Morione decorato.

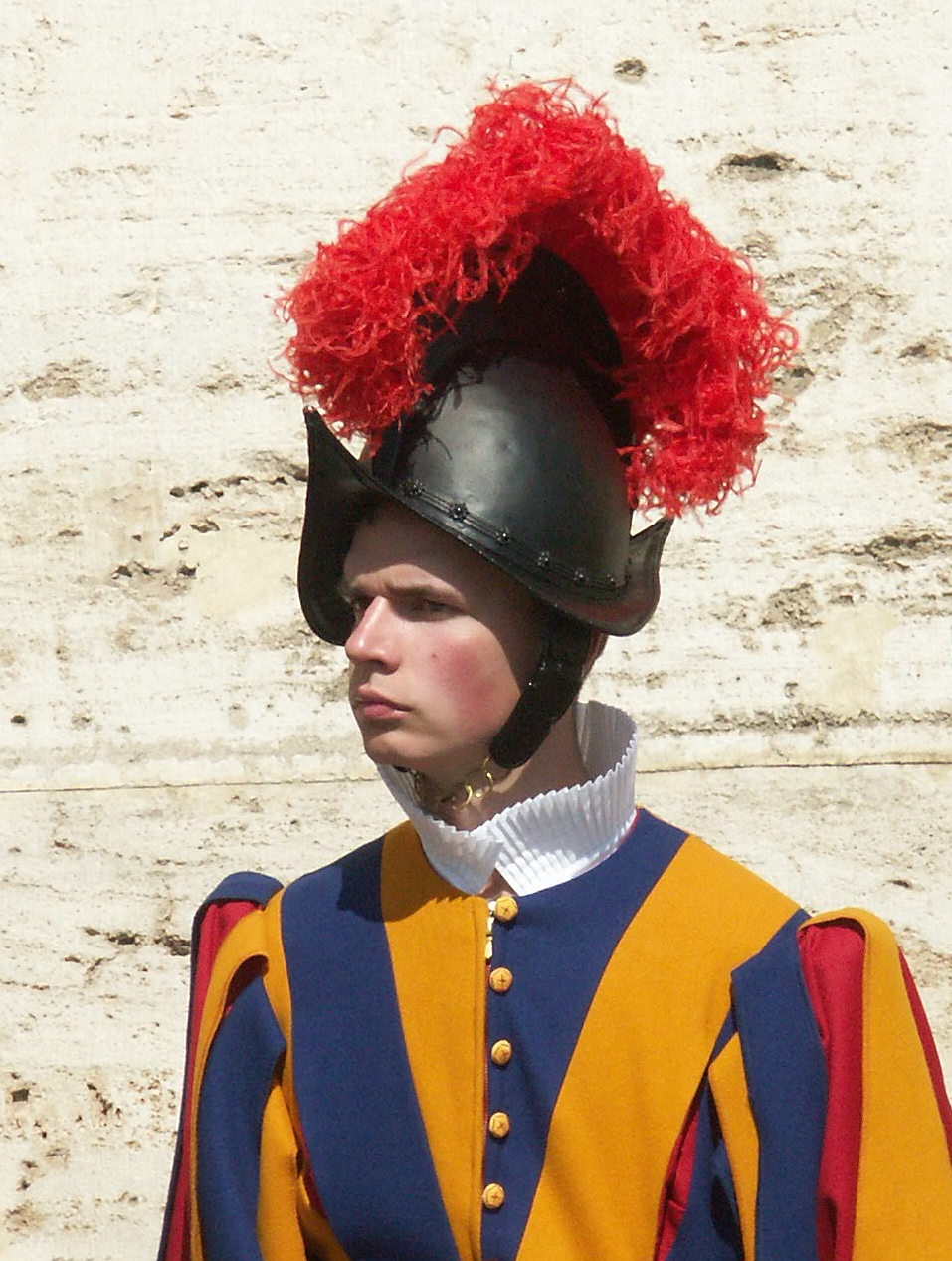
Un membro della Guardia svizzera pontificia con morione in Vaticano

Il morione è un tipo di elmetto di origine spagnola in uso in Europa tra il XVI secolo ed il XVII secolo, caratterizzato da una tesa a barca. Deriva dal cappello d'arme del Basso Medioevo per tramite dell'elmo "capacete" sviluppato in Spagna nel XV secolo e configurato a modo di morione aguzzo: es.Elmo di Duarte de Almerida conservato con la sua armatura nella Cattedrale di Toledo. 

 
Le principali varianti del morione erano: 
- "a cresta", molto pronunciata che corre lungo tutta la calotta;
- "aguzza", dalla cuspide rivolta verso la parte posteriore.

Oggigiorno è l'elmo da cerimonia della Guardia svizzera pontificia a Città del Vaticano.